# Geordie Greep
Geordie Wade Greep (Walthamstow, 20 agosto 1999) è un musicista e cantante britannico.
Dal 2017 al 2024 è stato il frontman e chitarrista solista della rock band Black Midi, spesso considerata parte dell'ondata emergente della musica rock britannica nota come scena Windmill.
Durante la sua frequentazione alla BRIT School, incontrò Matt Kwasniewski-Kelvin, Cameron Picton e Morgan Simpson (che poi collaborerà in parte al suo primo disco solista nel 2024) ; con cui formò i Black Midi. Il gruppo iniziò ad esibirsi dal vivo al pub di Brixton "The Windmill", palco anche per gruppi come Black Country, New Road e Squid (gruppo musicale), nonché l'unico locale a rispondere alle e-mail di Geordie Greep.
Dopo aver firmato con la Rough Trade Records nel 2019, la band ha riscosso il plauso della critica con i suoi tre album in studio, Schlagenheim, Cavalcade e Hellfire. Dopo la pausa dei Black Midi, Greep ha appunto iniziato una carriera da solista e ha pubblicato il suo album di debutto, The New Sound tramite Rough Trade Records il 4 ottobre 2024.
Greep è noto per la sua voce unica, in parte dovuta al suo accento, che è stato descritto come "geograficamente non classificabile". Nelle sue canzoni scrive spesso narrazioni drammatiche, molte delle quali sono incentrate su personaggi specifici, come ad esempio nella canzone " John L " dei Black Midi.

## Biografia
Geordie Wade Greep è nato il 20 agosto 1999. È cresciuto a Walthamstow, Londra. Geordie ritiene che crescere in questa città gli abbia portato benefici, riferendosi alla diversità culturale di essa come "eccezionale per un ragazzo". Ha attribuito a suo padre il merito di averlo aiutato a sviluppare il gusto per la musica presto nella sua giovinezza, insegnandogli che "c'è buona e cattiva musica, e non ci sono confini tra i generi". Ascoltando il suo album d'esordio, quest'ultima affermazione è piuttosto deducibile. Durante la sua infanzia, sua madre lavorava in un locale di salsa, cosa che lo portò a sviluppare un certo disgusto per il genere; tuttavia, riconsiderando il genere da adulto, ne acquisì ispirazione e apprezzamento. Ascoltava la collezione di dischi di rock progressivo, musica classica e country di suo padre, ma era anche interessato all'impatto "whiz-bang" delle colonne sonore dei cartoni animati, infatti, le sue composizioni hanno spesso un immaginario esagerato, spesso narrativo e caricaturale, ma conservando in modo cristallino il senso e la realtà narrativa.
Greep si interessò per la prima volta alla chitarra quando ricevette in regalo il videogioco Guitar Hero per il suo settimo compleanno. Apprezzò la musica presente nel gioco, in particolare "Take Me Out " dei Franz Ferdinand, e in seguito ricevette una chitarra elettrica per il suo ottavo compleanno. In questo periodo, suo padre gli prestava i CD dei Black Sabbath e dei Led Zeppelin dalla sua collezione personale, così come quelli di gruppi rock progressivi come i Pink Floyd, i Genesis e i King Crimson e di musicisti jazz come Miles Davis.
Le sue prime esperienze di musica dal vivo avvennero intorno agli 11 anni, quando iniziò a suonare musica gospel nelle chiese, nonostante non avesse ricevuto un'educazione religiosa. Le prime esibizioni ebbero un profondo effetto sul suo sviluppo musicale, portandogli esperienze di improvvisazione durante l'esecuzione, una pratica che, a suo dire, manca nell'educazione dei musicisti bianchi laici.

## Carriera

### 2017–2018: la BRIT School e la formazione dei Black Midi
La genesi dei Black Midi ebbe inizio quando Greep incontrò il chitarrista Matt Kwasniewski-Kelvin alla BRIT School, che entrambi frequentavano. Durante questo periodo, lui e Kwasniewski-Kelvin iniziarono ad esibirsi insieme regolarmente, suonando per strada a Bromley, Londra . Grazie alle lezioni di MIDI (Musical Instrument Digital Interface) a scuola, Greep avrebbe imparato il genere black MIDI. Sebbene abbia dichiarato di conoscere poco il genere, lo suggerì a Kwasniewski-Kelvin come potenziale nome per la band.
Greep e Matt incontrarono in seguito il batterista Morgan Simpson, e il loro sound iniziò ad assumere influenze rock e funk. La loro formazione fu completata quando integrarono il bassista Cameron Picton nel progetto, solo un mese prima del loro primo spettacolo al The Windmill, a Brixton. Dopo uno spettacolo al The Windmill, il gruppo si sarebbe trovato avvicinato dal produttore discografico Dan Carey, con il quale avrebbero registrato il loro singolo di debutto, "bmbmbm".

### 2019:Schlagenheim

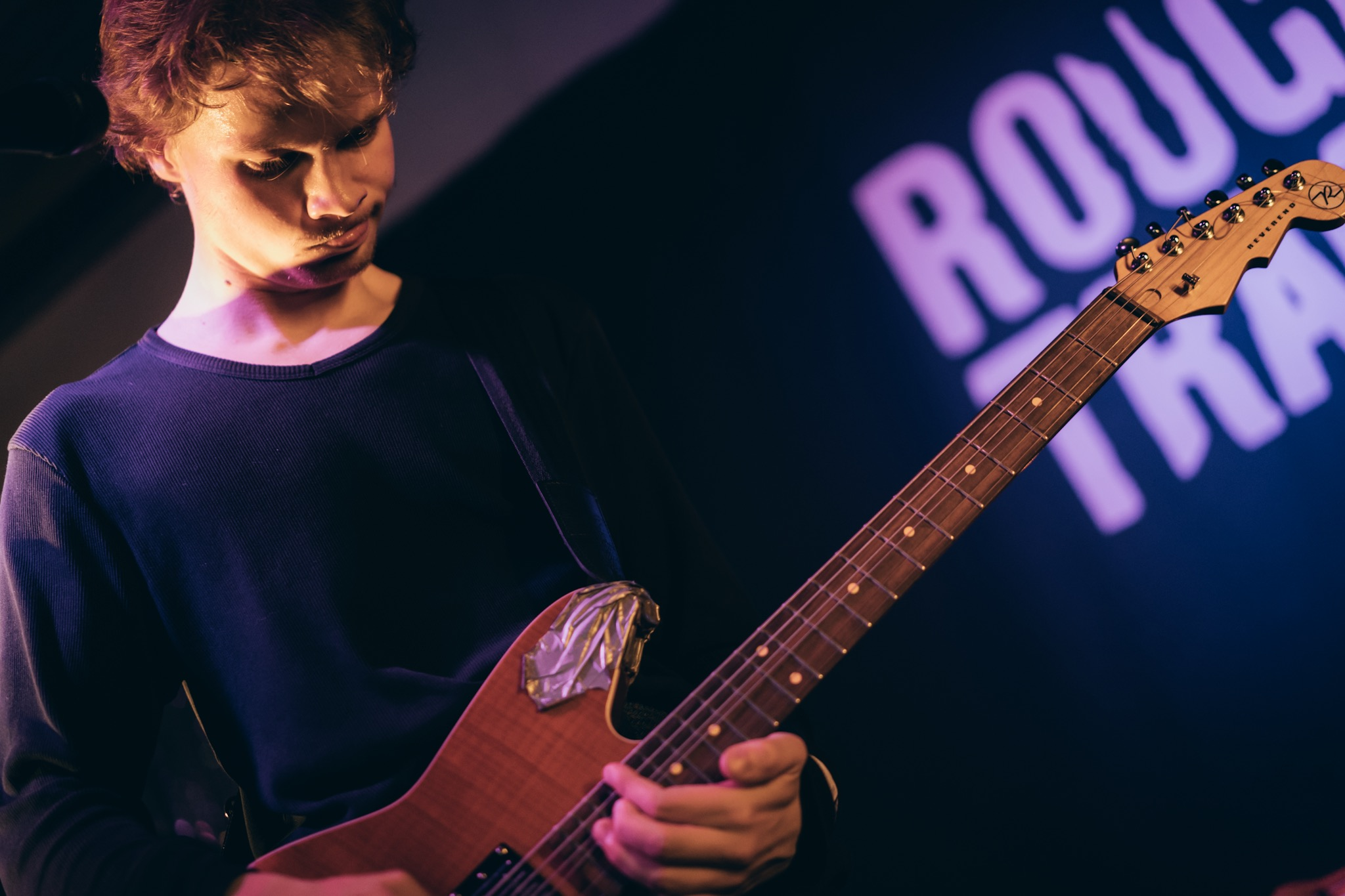
Greep durante un'esibizione dal vivo nel giugno 2019

La loro esperienza con Carey fu positiva e la band decise di lavorare di nuovo con lui per il loro album di debutto in studio, Schlagenheim. Del processo creativo, Greep ha detto: "è andato davvero bene e ha generato un rapporto molto positivo, quando è arrivato il momento di sfruttare i mezzi a disposizione per fare un album, lui sembrava semplicemente la scelta migliore. Ho capito dal modo in cui parlava della musica che aveva capito completamente le nostre intenzioni".  Tuttavia, invece di essere pubblicato sotto l'etichetta Speedy Wunderground di Carey, Schlagenheim è stato pubblicato sotto la Rough Trade Records, con cui la band aveva firmato all'inizio di quell'anno. Schlagenheim è stato distribuito con grande successo di critica, venendo nominato per il Mercury Prize 2019.

### 2021:Cavalcade
Dopo l'uscita del loro singolo "Sweater" nel 2020, i Black Midi hanno cercato di muoversi in una direzione diversa con il loro secondo progetto. Il loro processo di scrittura delle canzoni si è allontanato dall'improvvisazione e dal jamming. Secondo Greep, dovevano iniziare a scrivere ognuno per conto proprio, per poi mescolare le idee una volta riuniti. Per catturare la nuova direzione del loro sound, hanno lavorato con il produttore John "Spud" Murphy per quello che sarebbe diventato il loro secondo album in studio, Cavalcade. Il lirismo della scrittura delle canzoni di Cavalcade porrebbe maggiore enfasi sulle narrazioni, costituite da storie incentrate su personaggi scritti da prospettive in terza persona.
Cavalcade fu acclamato similmente a Schlagenheim, inoltre, la critica evidenziò la maggiore ambizione rispetto al suo predecessore.

### 2022:Hellfire
L'anno seguente, i Black Midi pubblicarono il loro terzo album in studio, Hellfire, un titolo che Greep aveva originariamente suggerito per Schlagenheim . Il ruolo di produttore fu questa volta ricoperto da Marta salogni, con la quale la band aveva già registrato "John L" da Cavalcade . Contrariamente alle narrazioni in terza persona di Cavalcade, le canzoni di Hellfire sono scritte in gran parte in prima persona. Greep ha dichiarato che l'album non è stato esplicitamente ispirato dall'idea dell'inferno, piuttosto il concetto è servito a legare insieme le storie dell'album sotto un tema coeso.
Hellfire, come i primi due album del gruppo, fu pubblicato con grande successo di critica; ottenne anch'esso un notevole successo commerciale, diventando il loro album con il piazzamento più alto in classifica nel Regno Unito fino ad oggi, e il loro primo album ad entrare in classifica negli Stati Uniti.

### 2023–2024: Black Midi in pausa eThe New Sound

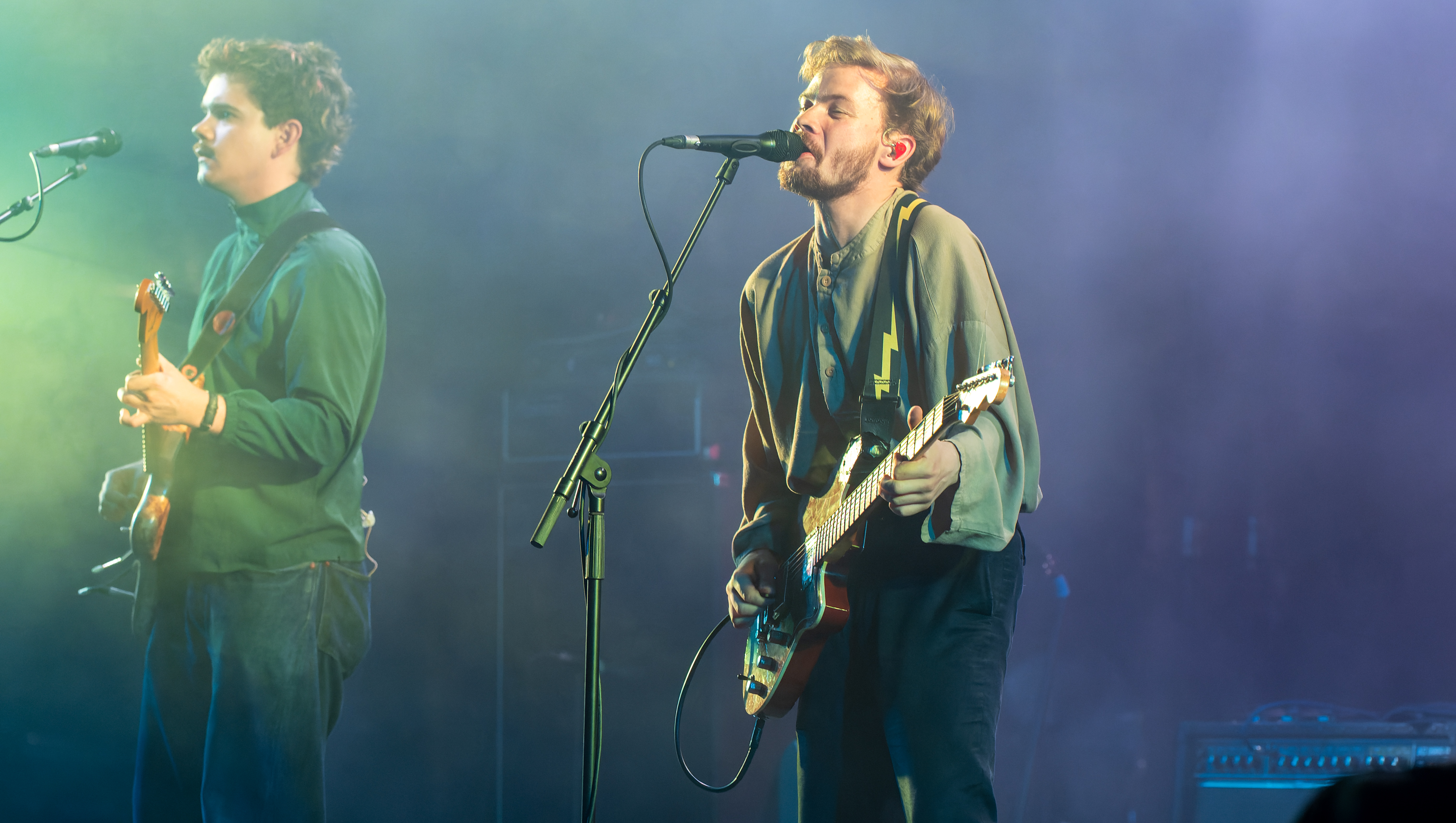
Greep con i Black Midi nel luglio 2023

Dopo l'uscita di Hellfire, i Black Midi hanno continuato il tour fino al 2023, ma non hanno pubblicato alcun materiale né quell'anno né quello successivo. Nell'agosto 2024, un rappresentante della band ha confermato che il gruppo è in pausa a tempo indeterminato; l'annuncio è stato preceduto da post di Greep sui social media, in cui ha affermato: "i Black Midi erano una band interessante, che ora è finita".
All'inizio del 2024 e prima dell'annuncio, Greep si era esibito in spettacoli dal vivo da solista. Poco dopo, il 20 agosto 2024, venne annunciato il suo album di debutto in studio The New Sound, con il singolo principale " Holy, Holy ". Ha detto dell'album, "il tema principale del disco è la disperazione; non senti un narratore ma qualcuno che si illude di avere tutto sotto controllo." 
The New Sound è stato pubblicato il 4 ottobre 2024 e ha ricevuto recensioni ampiamente positive da fonti accreditate come Pitchfork.  The New Sound ha visto anche la partecipazione di Seth Evans degli HMLTD nel brano Motorbike. Come suggerisce il nome, The New Sound mostrava anche un cambiamento nelle influenze musicali esplorate da Greep durante il periodo nei Black Midi. In particolare, come sottolinea TheNeedleDrop, noto content creator musicale, porta "tonnellate e tonnellate e tonnellate di tropicalia brasiliana, che è una delle influenze più predominanti dell'intero disco".
Prima dell'uscita di The New Sound, Greep ha detto che potrebbe registrare un secondo album da solista nel 2024: "Ne ho abbastanza per un altro disco. Cercherò di registrare alla fine di quest'anno. The New Sound è stato fatto in circa nove mesi, è stato un periodo piuttosto lungo. Quindi voglio provare a fare un album in, tipo, due giorni, in stile ECM. Registrare un giorno, mixare il giorno dopo, e basta. Sarebbe fantastico."
Nota: per ECM si intende ECM Records, un'etichetta discografica tedesca pullulante di jazzisti negli anni '60 e '70.

## Stile musicale
Dal punto di vista sonoro, il sound dei Black Midi è stato etichettato in vari modi come rock sperimentale, art rock, Rock progressivo, math rock, post-punk, e avant-prog. Greep ha negato che il sound sperimentale della band fosse una parte fondamentale e intenzionale della loro formazione, affermando invece che era semplicemente il risultato del fatto che suonavano insieme, da amici prima di tutto. La decisione di Greep di suonare una chitarra baritona scaturì dalla sua passione per la musica spaghetti western, avendo imparato da suo padre che le chitarre baritone giocavano un ruolo importante nel genere.
«Uno dei metodi principali per creare qualcosa di originale è anche quello di copiare o emulare qualcosa che non si sa fare e che non si sarà mai in grado di fare. Non siamo in grado di suonare molti stili musicali a livello esperto, quindi, non riuscendo a suonare esattamente come gli originali, si otterrà qualcosa di originale, o almeno così si spera.»

— Geordie Greep, sul songwriting e l'originalità
Stilisticamente, le canzoni dei Black Midi spesso iniziano come pastiche di altri stili o generi che cambiano ed evolvono attraverso l'improvvisazione e la sperimentazione.  Ad esempio, Greep ha detto che "27 Questions" di Hellfire è stato ispirato dal tango argentino.
Greep ha dichiarato che il suo stile canoro distintivo è stato ispirato dal desiderio di sovvertire i tipici stereotipi vocali rock, per evitare di apparire "macho", desiderando invece un approccio più melodico e viscerale.
Dal punto di vista dei testi, Greep preferisce scrivere storie di fantasia nelle sue canzoni piuttosto che parlare di problemi del mondo reale, dicendo: "Non posso parlare in modo troppo intelligente di tutto ciò. Non ho davvero niente di intelligente da dire. Ovviamente ci sono cose che vanno male, ma quando scriviamo testi si tratta più di "storie" che di cose reali". Le speculazioni circondano gran parte dei testi di Greep, poiché molto allusivi o aperti a interpretazioni. Tuttavia, ha dichiarato pubblicamente che "27 Questions" è il suo lavoro lirico più personale fino ad oggi.

## Influenze musicali
Greep è stato notevolmente influenzato dalla musica classica. La musica classica lo ha pervaso fin dalla giovinezza, e ha definito la registrazione della Messa in si minore di John Eliot Gardiner le sue "due ore preferite di musica registrata in assoluto". Ha anche citato Igor Stravinsky, Béla Bartók e Alfred Schnittke come influenze classiche.
Greep ha anche preso grande ispirazione da Frank Zappa e Boredoms, i cui album We're Only in It for the Money e Vision Creation Newsun rispettivamente, sono stati entrambi elencati come due dei suoi preferiti lavori in assoluto.

## Vita privata
Greep è un acceso appassionato di boxe e spesso esprime la sua ammirazione per questo sport nelle interviste. Ha citato Sugar Ray Leonard come il suo pugile preferito. Anche la boxe ha avuto un'influenza sulla musica dei Black Midi, fungendo da ispirazione per la canzone della band " Sugar/Tzu ", con Greep che afferma: "Nella boxe, c'è l'intensità, semplicemente non-stop, tutto è sopra le righe. È un po' così anche con i nostri lavori. Se c'è una canzone più emozionante, è spinta al massimo, è molto sfacciata e quasi comicamente intensa".

## Discografia
con i Black Midi
- Schlagenheim (2019)
- Cavalcade (2021)
- Hellfire (2022)

da solista
- The New Sound (2024)